# Star Fox Command
Star Fox Command (яп. スターフォックス コマンド Сута: Фоккусу Командо) — видеоигра в жанре shoot’em up, разработанная Q-Games и выпущенная Nintendo в 2006 году для платформы Nintendo DS. Это пятая игра в серии Star Fox.

## Сюжет

Боевой режим Command

Действие Command, как и действие предыдущих игр, разворачивается в вымышленной звёздной системе Лайлет, населённой антропоморфными животными. После событий Star Fox: Assault прошло несколько лет. Команда Star Fox была распущена, и каждый из её членов пошёл по своему пути. Бывший лидер Фокс МакКлауд скитался по Галактике, пытаясь понять, какой оборот принимает его жизнь. Пеппи Хеа занял пост Командующего вооружёнными силами Корнерии, сменив на этом посту заболевшего генерала Пеппера. Ас Фалько Ломбарди стал вольным пилотом, а у Слиппи Тоада появилась невеста Аманда. Кристал, некогда влюблённая в Фокса, была изгнана им из Star Fox, поскольку он очень беспокоился о её безопасности. Она исчезла из поля его зрения и, как выясняется уже по ходу игры, вступила в команду Star Wolf, возглавляемую старым врагом Фокса — Вольфом О’Доннелом.
Между тем система Лайлет подверглась массированным атакам со стороны нового противника — расы рыбоподобных Англаров, обитающих в токсичных океанах планеты Веном. Фокс МакКлауд, узнав о вторжении, отправляется на борьбу с захватчиками, попутно собирая своих старых соратников. Дальнейшее развитие событий зависит от решений игрока. Сюжет Command не линеен, и у игры существует девять различных финалов, которые, тем не менее, все заканчиваются поражением Англаров.
В Star Fox Command появляются почти все персонажи из предыдущих игр серии. Помимо Star Fox и Star Wolf, в сюжете фигурируют Эндрю Ойконни, переметнувшийся к Англарам, Пигма Денгар, призрак Андросса — главного антагониста серии, Белтино Тоад, Джеймс МакКлауд, Билл Грей и Кэтт Морно, а также несколько новых героев: Люси Хеа — дочь Пеппи, Аманда — невеста Слиппи и Дэш Боуман — внук Андросса.

## Игровой процесс
Геймплей Command в одиночной игре состоит из двух частей: стратегический пошаговый режим и боевой режим. На общей стратегической карте игрок командует несколькими космическими кораблями, общим числом до четырёх. Задачами здесь являются перевести корабли в боевой режим и не дать врагам достичь флагмана Great Fox. В Command игрок может управлять не только Фоксом МакКлаудом, но и многими другими персонажами, включая членов Star Fox, Star Wolf и других.
Когда машина, управляемая игроком, встречает противника, автоматически осуществляется переход в боевой режим, во многом похожий на «All-range mode», применявшийся в Star Fox 64 на некоторых картах. Классического рельсового гэймплея из предыдущих игр в Command практически нет, за исключением нескольких моментов, требующих выполнения конкретной цели. По завершении боевого режима игра возвращается на стратегическую карту.
По мере прохождения в некоторых миссиях появляются разные пути прохождения. Каждое решение сопровождается собственным игровым диалогом и ведёт на различные планеты. Всего в Command девять финалов, ни один из которых не был объявлен каноническим.
В Star Fox Command нет озвученных диалогов, присутствовавших в предыдущих играх, начиная со Star Fox 64. Речь персонажей игры звучит как бессвязное бормотание, соответствующее разговорам в Star Fox для SNES. Аналогичное озвучивание было и в европейской версии Star Fox 64 (Lylat Wars) и называлась «Lylat speech» (рус. Лайлетская речь). Игроки, однако, могли записать собственное озвучивание, используя встроенный микрофон.

## Мультиплеер
В Command поддерживается многопользовательский режим для количества игроков от двух до шести на DS Download Play и до трёх игроков на Nintendo Wi-Fi Connection, где к тому же доступны только корабли Arwing II. Игроки зарабатывают очки не за убийство противников, а за сбор звёзд, оставшихся после их уничтожения.

## Разработка
Q-Games разрабатывали компьютерный пазл Digidrive для Nintendo, когда им было поручено создать демоверсию новой Star Fox. Через три месяца полученный результат продемонстрировали Такае Имамуре из Nintendo, который сказал, что компания переработает игру под систему Nintendo DS и включит ряд идей из отменённой Star Fox 2. Nintendo EAD написала музыку для Command, в то время как основной разработкой занималась Q-Games.

## Критика
| Сводный рейтинг | Сводный рейтинг |
| Агрегатор       | Оценка          |
| --------------- | --------------- |
| GameRankings    | 75,64 %         |

В Японии Star Fox Command заняла 14 место в списке самых продаваемых игр, и в первый день было реализовано 20 000 копий. В Соединённых Штатах первую неделю Command была 5 по продажам. Отзывы на игру были в основном положительными. Так, IGN дал ей 8.0 баллов, назвав «на удивление богатой и многообещающей игрой», игровой процесс которой напоминал Star Fox для SNES и Star Fox 64. Японский журнал Famitsu оценил Command в 32 баллов из 40. Рейтинг X-Play составил 4 звёзды из 5 с замечаниями, что «Фокс наконец-то вернулся в Arwing — туда, где он принадлежит, управление в основном отличное и стратегически элементы работают хорошо». Агентство Associated Press отметило, что элементы пошаговой стратегии вызывают смешанные чувства. Британский интернет-сайт Mansized дал Command 3 балла из 5, заявив, что она не дотягивает до уровня предыдущих игр серии.